# Droga wojewódzka 956
Die Droga wojewódzka 956 (DW 956) ist eine 25 Kilometer lange Droga wojewódzka (Woiwodschaftsstraße) in der polnischen Woiwodschaft Kleinpolen, die Biertowice mit Zembrzyce verbindet. Die Strecke liegt im Powiat Myślenicki und im Powiat Suski.

## Streckenverlauf
Woiwodschaft Kleinpolen, Powiat Myślenicki
-  Biertowice (DK 52)
-  Sułkowice (DW 955)
- Harbutowice

Woiwodschaft Kleinpolen, Powiat Suski
- Palcza
- Baczyn
- Budzów
-  Zembrzyce (DK 28)